# 304
304是303與305之間的自然數。

## 在數學中
- 合數，正因數有1、2、4、8、16、19、38、76、152和304。
質因數分解為{\displaystyle 2^{4}\times 19}。
- 第70個過剩數，真因數和為316，盈度為12。前一個為300、下一個為306。
  - 第71個半完全數，和為本身的其中一組因數為1、 2、 16、 19、 38、 76、 152。前一個為300、下一個為306。
  - 由於304不能被所有比它小的半完全數整除，因此是第7個本原半完全數。前一個為272、下一個為350。
- 不尋常數，大於平方根的質因數為19。
- 十进制的奢侈數。
- 第23個不可及數。前一個為292、下一個為306。
- 六個連續質數的和：41+43+47+53+59+61
- 八個連續質數的和：23+29+31+37+41+43+47+53
- 半完全數：304=1+2+16+19+38+76+152

## 在人類文化中
- 東京都道304號日比谷豐洲埠頭東雲町線是連結日本東京都千代田區與江東區的主要地方道
- 304國道是中國的一條國道，全程889公里
- 彩虹中心第二期是一座位於泰國曼谷的酒店，高度304公尺
- 日本AV女優朝河蘭于2003年創記錄地出演了304部作品
- 《中國歷史地圖集》是由中國社科院主辦的一套歷史地圖集，共有圖304幅
- 越洋情書是西蒙·波娃的作品，裡面收錄從1947年到1964年寫給美國作家納爾遜·艾格林的304封信
- 巴拿馬運河寬的地方達304公尺
- 台灣新竹縣新豐鄉的郵遞區號為304

## 在科學中
- 乙醯苯胺的沸點為304°C
- 鉈的熔點為304°C

## 在天文中
- NGC 304是仙女座的一個星系

## 在其他領域中
- 公元304年和前304年
- 不鏽鋼的型號304是通用型號，即18/8不鏽鋼
- 獵鷹5號運載火箭的比沖在真空時為304秒